# 1761 у літературі

## Книги
- «Юлія, або Нова Елоїза» — епістолярний роман Жана-Жака Руссо.
- «Життя і думки Трістрама Шенді, джентльмена» (III—IV том) — роман Лоренса Стерна.

## П'єси
- «Любов до трьох апельсинів» — п'єса Карло Ґоцці.
- «Курорт» (італ. «La villeggiatura») — комедія Карло Ґольдоні.

## Народились
- 3 травня — Август фон Коцебу, німецький драматург.
- 18 вересня — Франсуа Жюст Марі Ренуар, французький драматург, філолог, лінгвіст.

## Померли
- 4 липня — Семюел Річардсон, англійський письменник та видавець.